# Pierre-Marc Johnson

Pierre-Marc Johnson (Montreal, 5 de julho de 1946) é um advogado, médico e político canadense. Foi o 24º primeiro-ministro do Quebec de 3 de outubro a 12 de dezembro de 1985. Foi ministro do governo de René Lévesque e veio a sucedê-lo na liderança do Partido Quebequense. É filho de Daniel Johnson, primeiro-ministro da província entre 1966 e 1968, e irmão de Daniel Johnson, Jr., também primeiro-ministro em 1994.